# All Along the Watchtower
All Along the Watchtower е песен на Боб Дилън издадена в албума от 1967 година John Wesley Harding. Това е песента, която той е изпълнил най-много пъти на живо.

## Версии

### The Jimi Hendrix Experience
Няколко седмици след издаването на албума на Дилън, Дейв Мейсън от групата Traffic и Джими Хендрикс дискутират този албум на един купон, най-вече песента All Along the Watchtower. Няколко дена след това двамата започват усилена работа върху парчето, като Хендрикс кара Мейсън да запише 20 пъти акустичната ритъм част. Разочарован от парчето басистът Ноел Рединг напуска студиото по средата на записите. До смъртта си през 2003 година той ще предпочита версията на Дилън пред тази на Хендрикс. След отказа на Рединг, със свиренето на бас се заема Мейсън, но в крайната версия на бас свири Джими Хендрикс. Въпреки че е завършена само 5 дена след като я прослушват заедно за пръв път, на 26 януари 1968, Хендрикс не остава доволен от записа ѝ, като прави промени в песента през следващите месеци. Когато започват записите на песента тя е тиха акустична балада като оригинала, но вследствие на многото часове записи на китарни части, песента в завършен вид излага на показ неоспоримия ритмичен гений на Хендрикс.
Една от отличителните черти на песента е хавайското соло. За постигане на този звук Хендрикс пробва много предмети, като се спира на една запалка.
Песента е единственият сингъл на The Jimi Hendrix Experience който пробива в американските класации. Дотогава групата има успех само в Европа.
Вдъхновен от успеха на версията на Хендрикс, Дилън ускорява темпото на своята песен. Той казва: „Направо ме разби, наистина. Той имаше такъв талант, откриваше идеите в песните и ги развиваше за отрицателно време. Откриваше такива неща, каквито другите хора не можеха. Вероятно я е развил от свободата която е имал. Взех лиценз за песента от неговата версия и продължавам до ден днешен да я свиря.“
Хендрикс е голям фен на Боб Дилън още от времето когато свири по клубовете в Ню Йорк. За Дилън той казва: "Всички тези хора, които не харесват песните на Боб Дилън трябва да прочетат текстовете на песните му. Те са изпълнени с радост и тъга от живота. Аз също като Дилън не мога да пея. Понякога, когато свиря песните му имам чувството, че самият аз съм ги писал. Имам чувството, че Watchtower е песен, която бих могъл да измисля, но не и да довърша. Мислейки си за Дилън, често смятам че никога не бих успял да се сетя за думите, които той може, бих искал той да ми помогне, защото имам много песни, които не мога да довърша. Просто нахвърлям няколко думи на лист хартия и оттам нататък не мога да продължа. Но сега усещам, че се справям по-добре, по-уверен съм."
Песента е изпълнявана от редица други изпълнители, по-известни от които U2 и Dave Matthews Band, Prince, Нийл Йънг и Pearl Jam. Версията на Хендрикс е включена във филмите Withnail and I, Rush, Private Parts, Clockers, Forrest Gump, A Bronx Tale, Vegas Vacation, Tupac: Resurrection, Battlestar Galactica.
Списание Total Guitar нарежда версията на Хендрикс на първо място в класацията на „Най-великите кавъри“, а списание Rolling Stone – 48-о място в списъка на „500-те най-велики песни на всички времена“.